# John Brunner
John Kilian Houston Brunner (Preston Crowmarsh, 24 settembre 1934 – Glasgow, 26 agosto 1995) è stato un autore di fantascienza britannico.

## Biografia
Nato da una famiglia di industriali del settore chimico, a tredici anni frequentò il Chelternham College a Oxford. Nel 1953, dopo la laurea in lingue moderne, si arruolò nella Royal Air Force, e vi rimase fino al 1955. Si impiegò poi nell'Industrial Diamond Information Bureau, trasferendosi a Londra.
Appassionatosi da ragazzo a Jules Verne e H. G. Wells, in questo periodo gli nacque l'interesse per la fantascienza che lo portò nel 1958 ad abbandonare qualsiasi lavoro per diventare scrittore. Nello stesso anno si sposò. L'anno successivo intraprese con la moglie viaggi in Europa, interessandosi alle armi nucleari, al disarmo, all'eutanasia, ai diritti civili, alla protezione dell'ambiente: i temi delle sue opere più impegnate.
Morì nel 1995 a Glasgow, in Scozia, per un attacco cardiaco.
Ha scritto 177 opere ed è stato tradotto in 13 lingue.

### Carriera
Nel 1953, diciottenne, pubblicò su Astounding Science-Fiction il primo racconto, Grazie di tutto (Thou Good and Faithful). Già nel 1951 Brunner aveva pubblicato un romanzo (Galactic Storm) di cui  non andò mai molto fiero (lo pubblicò con lo pseudonimo di Gill Hunt).
Le opere di Brunner sono divise in due categorie: quelle d'avventura spaziale, tra le quali Effetto tempo (The Long Result, 1965), Eclissi totale (Total Eclipse, 1974) e il ciclo The Crucible of Time (1982-1984) sulla nascita e il crollo di un civiltà galattica; e quelle più impegnate, nelle quali analizza le possibili conseguenze della strada che la civiltà moderna ha intrapreso.
Scritti fondamentali, apprezzati da Philip K. Dick: Il telepatico (The Whole Man, 1958-1959), con la sua immagine della realtà virtuale, messaggi telepatici che i protagonisti s'inviano e che, saturando i sensi, creano una realtà interna indistinguibile da quella esterna, La scacchiera (1966), dalla struttura narrativa ricalcata sullo schema di una famosa partita a scacchi, Dramma d'avanguardia (The Productions of Time, 1967), drammatica versione del Grande Fratello televisivo, Rete globale (The Shockwave Rider, 1975), testo-patchwork (il patchwork è un vasto collage di frammenti di testo, slogan, lampi di vita quotidiana, che tratteggia un affresco caotico, poco unitario eppure organico e incredibilmente efficace nel descrivere la crudeltà del mondo a venire) con parecchi anni d'anticipo sul cyberpunk di William Gibson, uno dei primi romanzi sui "pirati della Rete", nel quale Brunner coniò il termine worm per descrivere i virus informatici, e Tutti a Zanzibar (Stand on Zanzibar, 1968), "non-romanzo", come lo definì l'autore, debitore alle tecniche narrative della Trilogia U. S. A. di John Dos Passos, L'orbita spezzata (The Jagged Orbit, (1969) e Il gregge alza la testa (The Sheep Look Up, (1972). Questi ultimi compongono una trilogia crudele, pessimistica ma realistica, del futuro prossimo. E se il tema principale di Tutti a Zanzibar è la sovrappopolazione coi suoi continui conflitti, e quello di Il gregge alza la testa è l'inquinamento, in L'orbita spezzata è il razzismo che porta a esplosioni di ribellione delle minoranze etniche.
Nel fantasy ha scritto una serie di racconti basati sul personaggio del Viandante in nero (Traveller in Black, 1960-1979), un mago condannato a esaudire i desideri - nel modo peggiore e inaspettato - dei suoi interlocutori.

## Opere
- Galactic Storm (1951) - con lo pseudonimo di Gill Hunt
- Echo in the Skull (1959)
- The Brink (1959)
- The Hundredth Millennium (1959)
- The Threshold of Eternity (1959)
- The World Swappers (1959)
- Abominazione atlantica (The Atlantic Abomination, 1960)
- Santuario nel cielo (Sanctuary in the Sky, 1960)
- The Skynappers (1960)
- Slavers of Space (1960)
- Meeting at Infinity (1961)
- I Speak for Earth (1961) - con lo pseudonimo Keith Woodcott
- The Ladder in the Sky (1962) - con lo pseudonimo Keith Woodcott
- Il signore di Carrig (Secret Agent of Terra, 1962) - primo libro della serie "Zarathustra Refugee Planets"
- The Super Barbarians (1962)
- Le finestre del cielo (No Future in It, 1962)
- Pianeta a sorpresa (Castaways' World, 1963) - secondo libro della serie "Zarathustra Refugee Planets"
- The Dreaming Earth (1963)
- The Rites of Ohe (1963)
- The Space-Time Juggler (1963)
- Atterraggio proibito (The Astronauts Must Not Land o More Things in Heaven, 1963)
- The Psionic Menace (1963) - con lo pseudonimo di Keith Woodcott
- Endless Shadow (1964)
- Conquista del caos (To Conquer Chaos, 1964)
- Il telepatico, pubblicato anche come Sogna Superuomo (The Whole Man, in Gran Bretagna Telepathist, 1964)
- The Altar at/on Asconel (1965)
- Day of the Star Cities (1965)
- Enigma from Tantalus (1965)
- Effetto tempo (The Long Result, 1965)
- The Martian Sphinx (1965) - con lo pseudonimo Keith Woodcott
- The Repairmen of Cyclops (1965) - terzo libro della serie "Zarathustra Refugee Planets"
- La scacchiera (The Squares of the City, 1965)
- Intrigo galattico (The Repairmen of Cyclops, 1965)
- Grazie di tutto (Now/Then, 1965)
- Sotto il segno di Marte (Born Under Mars) 1966)
- The Evil that Men Do (1966)
- A Planet of Your Own (1966)
- Dramma d'avanguardia (The Productions of Time, 1966)
- Sabbie mobili o La donna venuta dal nulla (Quicksand, 1967)
- L'enigma di Sigma Draconis (Bedlam Planet, 1968)
- Cogli una stella cadente (Catch a Falling Star, 1968)
- Father of Lies (1968)
- Into the Slave Nebula (1968, revisione di Slavers of Space)
- Tutti a Zanzibar (Stand on Zanzibar, 1968) - Premio Hugo, British SF Award, premio Apollo
- Double, Double (1969)
- Ospiti dal passato (Timescoop, 1969)
- La società del tempo (Times Without Numbers, 1969)
- L'orbita spezzata (The Jagged Orbit, 1969)
- I vendicatori di Carrig (The Avenger of Carrig, 1969, revisione di Secret Agent of Terra) - primo libro della serie "Zarathustra Refugee Planets"
- The Gaudy Shadows (1970)
- The Dramaturges of Yan (1971)
- The Wrong End of Time (1971)
- Age of Miracles (1971, revisione di Day of the Star Cities)
- Il gregge alza la testa (The Sheep Look Up, 1972)
- Gli ascoltatori del cosmo (The Stardroppers, 1972)
- L'era dei miracoli (Age of Miracles, 1973)
- More Things in Heaven (1973, revisione di The Astronauts Must Not Land)
- Il pianeta della follia (The Stone That Never Came Down, 1973)
- Give Warning to the World (1973, revisione di Echo in the Skull)
- Pianeta a sorpresa (Polymath, 1974)
- Eclisse totale (Total Eclipse, 1974)
- Il visitatore (Web of Everywhere, 1974)
- Avvertire il mondo (Give Warning to the World, 1974)
- Codice 4GH o Rete globale (The Shockwave Rider, 1975)
- Impero interstellare (Interstellar Empire, 1976) contiene i racconti:
  - L'altare su Asconel (The Altar on Asconel)
  - L'uomo che venne dal grande buio (The Man from the Big Dark)
  - La baldracca di Argus (The Wanton of Argus)
- The Infinitive of Go (1980)
- Il gioco dell'inferno (Players at the Game of People, 1980)
- Manshape (1982, revisione di Endless Shadow)
- While There's Hope (1982)
- La prova del fuoco (The Crucible of Time, 1983)
- The Great Steamboat Race (1983)
- L'isola del caos (The Tides of Time, 1984)
- Il viandante in nero (The Compleat Traveller in Black, 1986) contiene i racconti:
  - L'impronta del Caos (Imprint of Chaos)
  - Sfonderò la porta dell'inferno (Break the Door of Hell)
  - La scommessa persa vincendo (The Wager Lost by Winning)
  - Cosa sono gli Dei (The Things That Are Gods)
  - L'impero del terrore (Dread Empire)
- More Things in Heaven (1987)
- The Shift Key (1987)
- Children of the Thunder (1988)
- The Pronounced Effect (1990)
- La missione dell'astronave (A Maze of Stars, 1991)
- Muddle Earth (1993)
- Case of Painter's Ear (1998, postumo)